# SM-65D Atlas

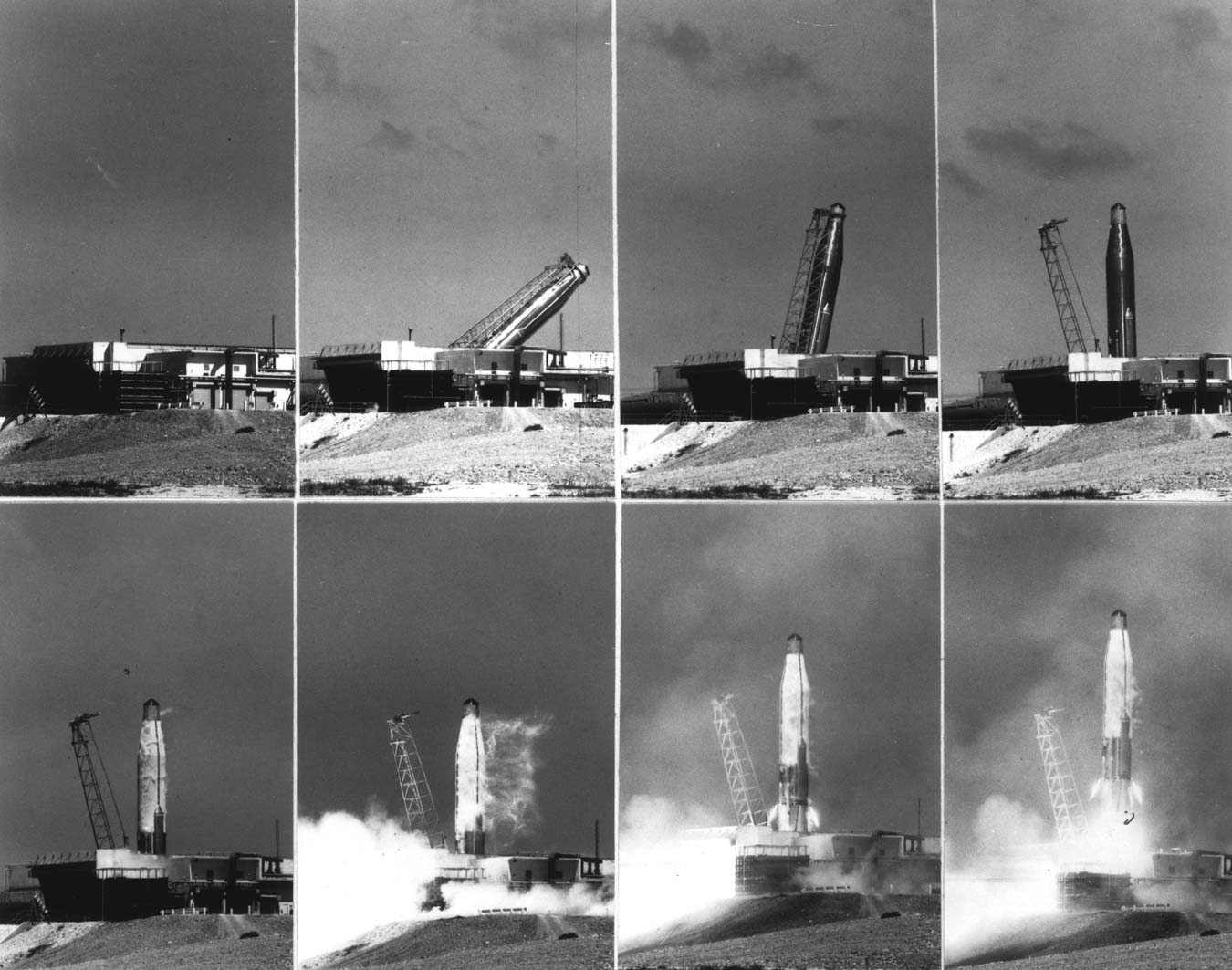
Lancement d'une Atlas D lors d'un test le 22 avril 1960.

L'Atlas SM-65D, ou Atlas D, est la première version opérationnelle du missile SM-65 Atlas américain.
L'Atlas D a d'abord été utilisé comme missile balistique intercontinental (ICBM) pour fournir une charge utile d'arme nucléaire sur une trajectoire suborbitale, avant d'être développé plus tard comme un véhicule de lancement pour transporter une charge utile en orbite terrestre basse par lui-même, puis plus tard en orbite géosynchrone, puis à la Lune, Vénus ou Mars avec les étages supérieurs Agena ou Centaur.
L'Atlas D a été lancé depuis la base de lancement de Cap Canaveral en Floride.